# Simmozheim
Simmozheim é um município da Alemanha, no distrito de Calw, na região administrativa de Karlsruhe , estado de Baden-Württemberg.